# Azor (pel·lícula)
Azor és una pel·lícula dramàtica argentina-franco-suïssa dirigida per Andreas Fontana, amb guió de Fontana i Mariano Llinás. La pel·lícula és protagonitzada per Fabrizio Rongione i Stephanie Cléau.
La pel·lícula es va estrenar el 2021 al 71è Festival Internacional de Cinema de Berlín en la secció Trobades.

## Argument
La trama és dividida en cinc capítols. Desembre de 1980. Yvan de Wiel és un banquer suís que ha de viatjar a l’Argentina amb la seva esposa Inés durant el Procés de Reorganització Nacional per tal de substituir un dels socis, que sobtadament ha desaparegut, acusat d’evasió fiscal, i recuperar els clients que han deixat el banc.

## Repartiment
L'elenc inclou els següents intèrprets:
- Fabrizio Rongione com Yvan
- Stephanie Cléau com Inés
- Elli Medeiros com Magdalena Padel Camon
- Alexandre Trocki com Frydmer
- Gilles Privat com Lombier
- Juan Pablo Geretto com Dekerman
- Carmen Iriondo com Viuda
- Yvain Juillard com Lombier
- Pablo Torre Nilson com Tatoski
- Juan Trench com Padel Camon

## Llançament
Els dreys de distribució d'Azor als EUA, el Regne Unit, Irlanda, Itàlia, l'Índia i Turquia van ser adquirits per la plataforma de transmissió Mubi després de la seva estrena en el Festival Internacional de Cinema de Berlín.

## Premis i nominacions
A continuació es mostra la llista de premis i nominacions rebudes per la pel·lícula, intèrprets o realitzadors de Astor.
| Premi                  | Any  | Categoria                        | Nominat | Resultat | Ref.  |
| ---------------------- | ---- | -------------------------------- | ------- | -------- | ----- |
| Gotham Awards          | 2021 | Millor pel·lícula internacional  | Azor    | Nominat  | [ 7 ] |
| Premis Cóndor de Plata | 2023 | Millor pel·lícula en coproducció | Azor    | Nominat  | [ 8 ] |

## Crítiques
En el lloc web de ressenyes Rotten Tomatoes, el 100% de les ressenyes de 45 crítics són positives, amb una qualificació mitjana de 8.2/10. El consens del lloc web diu: "Un thriller extraordinàriament pacient, Astor llisca elegantment a l'espectador l’agafa en fred i mai el deixa anar".
La premsa argentina també va lloar a la producció. Sebastián Valle de Revista HUSH va atorgar a la pel·lícula una qualificació de 7, dient que té «Un guió intel·ligent, construït sobre el no dit, un gran anar de camp fet d'enigmes, pistes falses i rumors contradictoris, que formen un relat subterrani en el qual es mou un home de negocis en el seu tour de force per les pors i angoixes d'una elit que ha perdut el monopoli del saqueig, el control de les víctimes de la repressió.» Per la seva part, Diego Lerer de Micropsia Cine va remarcar «Entre el drama i el thriller, entre el passat i el present, entre l'experimentació formal i la tensió narrativa més clàssica, la pel·lícula de Fontana és una veritable sorpresa dins del panorama del cinema fet a l'Argentina. Per un realitzador estranger, sí, però amb una innegable empremta local».